# Dahmetal
Dahmetal (letteralmente: "valle della Dahme") è un comune di 438 abitanti del Brandeburgo, in Germania.

Appartiene al circondario del Teltow-Fläming ed è parte della comunità amministrativa di Dahme/Mark.
Non esiste alcun centro abitato denominato "Dahmetal": si tratta pertanto di un comune sparso.

## Storia
Il comune di Dahmetal venne creato il 31 dicembre 2001 dalla fusione dei comuni di Görsdorf, Prensdorf e Wildau-Wentdorf.

## Geografia antropica
Il territorio comunale è suddiviso nelle seguenti frazioni:
- Görsdorf (con le località di Liebsdorf e Liedekahle);
- Prensdorf;
- Wildau-Wentdorf.